# Marguerite de Lorraine-Vaudémont
Ne pas confondre avec Marguerite de Lorraine.
Pour l’article homonyme, voir Marguerite de Lorraine-Vaudémont (duchesse de Joyeuse).
Marguerite de Lorraine-Vaudémont, née en 1463 à Vaudémont (Comté de Vaudémont) et morte en 1521 à Argentan (duché d'Alençon), est une princesse Lorraine. Fille du comte Ferry II de Vaudémont, petite-fille de René d'Anjou, duc de Lorraine, comte de Provence et roi de Naples, est la sœur du duc de Lorraine René II, vainqueur de Charles le Téméraire en 1477. 
Épouse du duc René d'Alençon, prince du sang de la maison de Valois, elle lui donne trois enfants, dont Charles IV d'Alençon, héritier présomptif de François Ier de 1515 à 1518. Mère de Françoise d'Alençon, épouse de Charles IV de Bourbon, elle est aussi l'arrière-grand-mère d'Henri IV.
Devenue veuve en 1492, elle se consacre au gouvernement du duché d'Alençon et à l'éducation de ses enfants, tout en menant une action importante dans le domaine religieux. En 1518, elle entre au couvent des Clarisses d'Argentan, fondé par elle. Elle est béatifiée en 1921.

## Biographie

### Origines familiales et formation

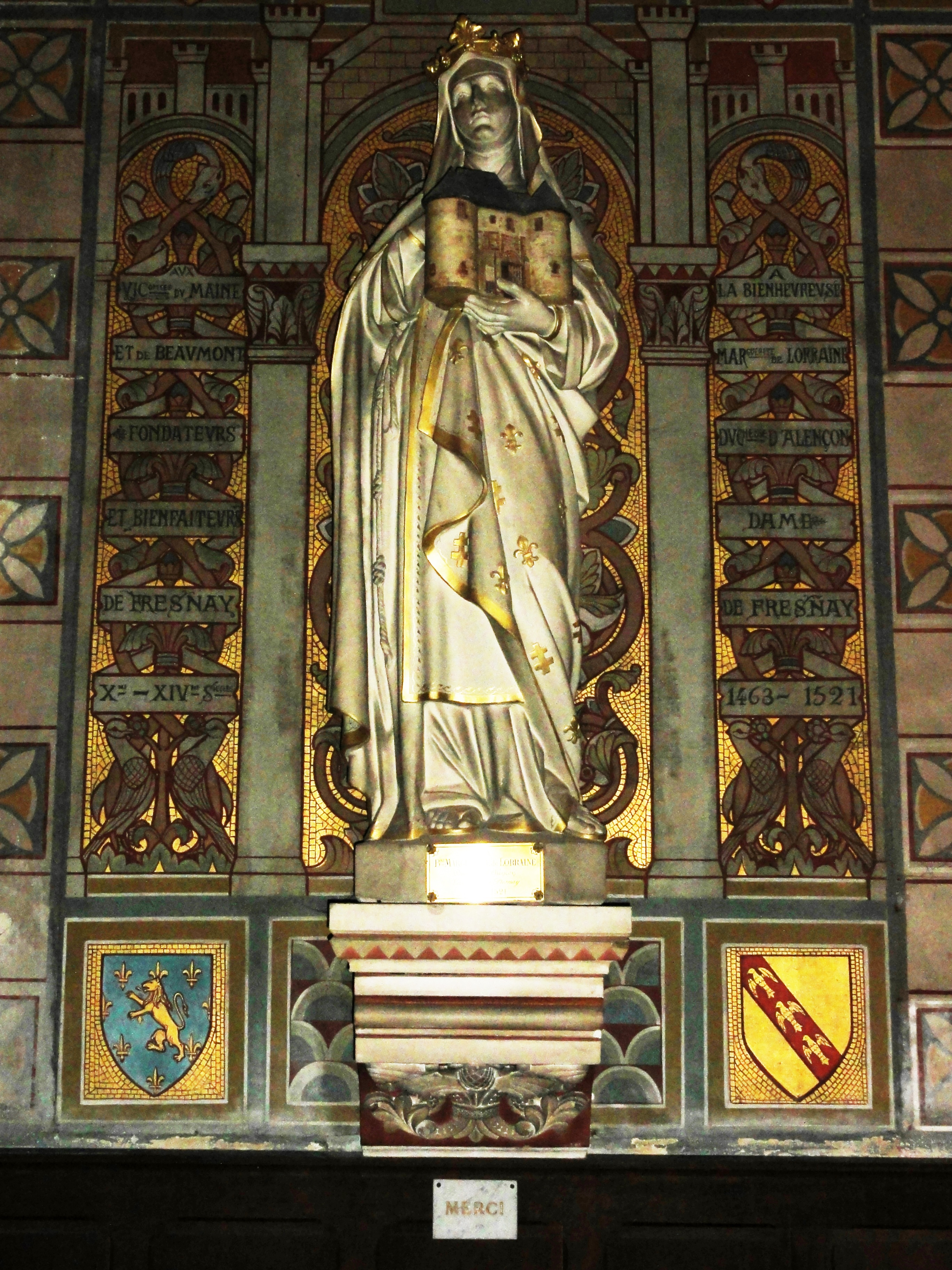
Statue de la bienheureuse Marguerite de Lorraine-Vaudémont, église Notre-Dame, Fresnay-sur-Sarthe.

Marguerite est la benjamine des treize enfants de Ferry II de Vaudémont (1417-1470) et de Yolande d'Anjou (1428-1483), fille de René d'Anjou (1409-1480), appelé le « roi René », en tant que roi (en titre seulement) de Naples et de Sicile,,. 
Élevée à la cour de Lorraine, elle a sept ans quand son père meurt. De 1473 à la mort de son grand père en 1480, elle vit avec lui à la cour d'Aix en Provence, où elle lit la vie des moines d’Égypte et découvre la spiritualité de saint François d'Assise et de sainte Claire,,.

### Mariage et descendance
Le 14 mai 1488, elle épouse à Toul René, duc d'Alençon (1454-1492). De leur union naissent trois enfants,,. :
- Charles IV d'Alençon (1489-1525), duc d'Alençon et dix-septième comte du Perche, qui épouse en 1509 Marguerite d'Angoulême (1492-1549) sœur du futur roi de France François Ier.
- Françoise d'Alençon (1490-1550), qui épouse en 1505 François II de Longueville († 1512), puis en 1513 Charles IV de Bourbon (1489-1537), duc de Vendôme (par eux, elle est l'arrière-grand-mère du roi Henri IV de France[4]).
- Anne (1492-1562), dame de La Guerche, mariée en 1508 à Guillaume IX de Montferrat (1486-1518).

### Duchesse d'Alençon (1492-1518)
Son mari mort en 1492, elle se retrouve à l'âge de 30 ans à la tête du duché d'Alençon, avec trois enfants en bas âge. Marguerite affronte des complots menés par la noblesse, et elle doit lutter contre l'administration du royaume. Elle se bat alors pour conserver la tutelle de ses enfants que sa famille essaie de lui retirer,,. Elle fait édifier un manoir vers 1505 à Mauves-sur-Huisne pour y élever ses enfants. 
En 1498, Marguerite reçoit l'aveu de Jean de Bouillé pour sa terre et seigneurie de Bouillé.[pas clair]
La guerre de Cent Ans, terminée en 1453, a ruinée le duché. Marguerite rétablit les finances, et pour solder les dettes accumulées, elle n'hésite pas à vendre ses bijoux ou des domaines. Elle réforme la justice (sur ses terres) en allant jusqu'à « se débarrasser de magistrats fainéants »,,,.
Dans le domaine religieux, elle fonde les monastères des Clarisses d'Alençon et d'Argentan. Un souci constant des pauvres se manifeste particulièrement dans la fondation d’hôpitaux qu'elle fait construire et qu'elle confie à des religieuses franciscaines, comme l’hôpital de Mortagne-au-Perche qu'elle confie à des clarisses. Son soucis des pauvres l'amène à se mettre à leur service et les servir durant une heure chaque jour.
Une fois ses enfants mariés, elle fait trois parts égales de ses bien qu'elle répartie à raison d'une part pour elle et ses enfants, une seconde pour la décoration des église, et la dernière pour les pauvres,.

### Clarisse au couvent d'Argentan (1518-1521)
À l'instar de sa belle-sœur, la duchesse de Lorraine Philippe de Gueldre, après une année de probation, elle rejoint les religieuses du couvent des Clarisses d'Argentan, où elle meurt le 2 novembre 1521 à Argentan,.

### Inhumation
Son corps repose dans un premier temps au monastère des Clarisses. Puis il est retrouvé intact et transféré dans l'église Saint-Germain d’Argentan, lors de la fermeture du couvent[Quand ?]. 
La sépulture est profanée en 1793 et le corps jeté dans une fosse commune.

## Béatification
Le roi Louis XIII, fils d'Henri IV et descendant direct de la duchesse d'Alençon, adresse une lettre au pape Urbain VIII pour demander sa béatification avec les éloges « d'avoir été la gloire de son sexe, l'honneur des Princesses, le miroir des veuves et l'exemple des Religieuses ». Mais cette demande n’aboutis pas.
Au début du XXe siècle siècle, la demande est relancée. Au terme d'un procès de huit mois, elle est déclarée bienheureuse le 19 mars 1921 par le pape Benoît XV qui reconnaît trois miracles, notamment la guérison en 1667 d'une fillette atteinte d'un ulcère à l'estomac après application sur son ventre d'étoffes ayant appartenu à Marguerite et bu la poussière de son cercueil[pas clair]. De plus, le pape considère que son gouvernement ducal a été « un modèle parfait à ceux qui gouvernent les peuples ». 
Sa mémoire est fixée au 2 novembre.